# 도노쇼정 (가가와현)
도노쇼정(일본어: 土庄町)은 일본 가가와현 쇼즈군의 정이다.
세계에서 제일 좁은 도후치 해협, 데시마섬 산업 폐기물 문제로 유명하다.

## 지리

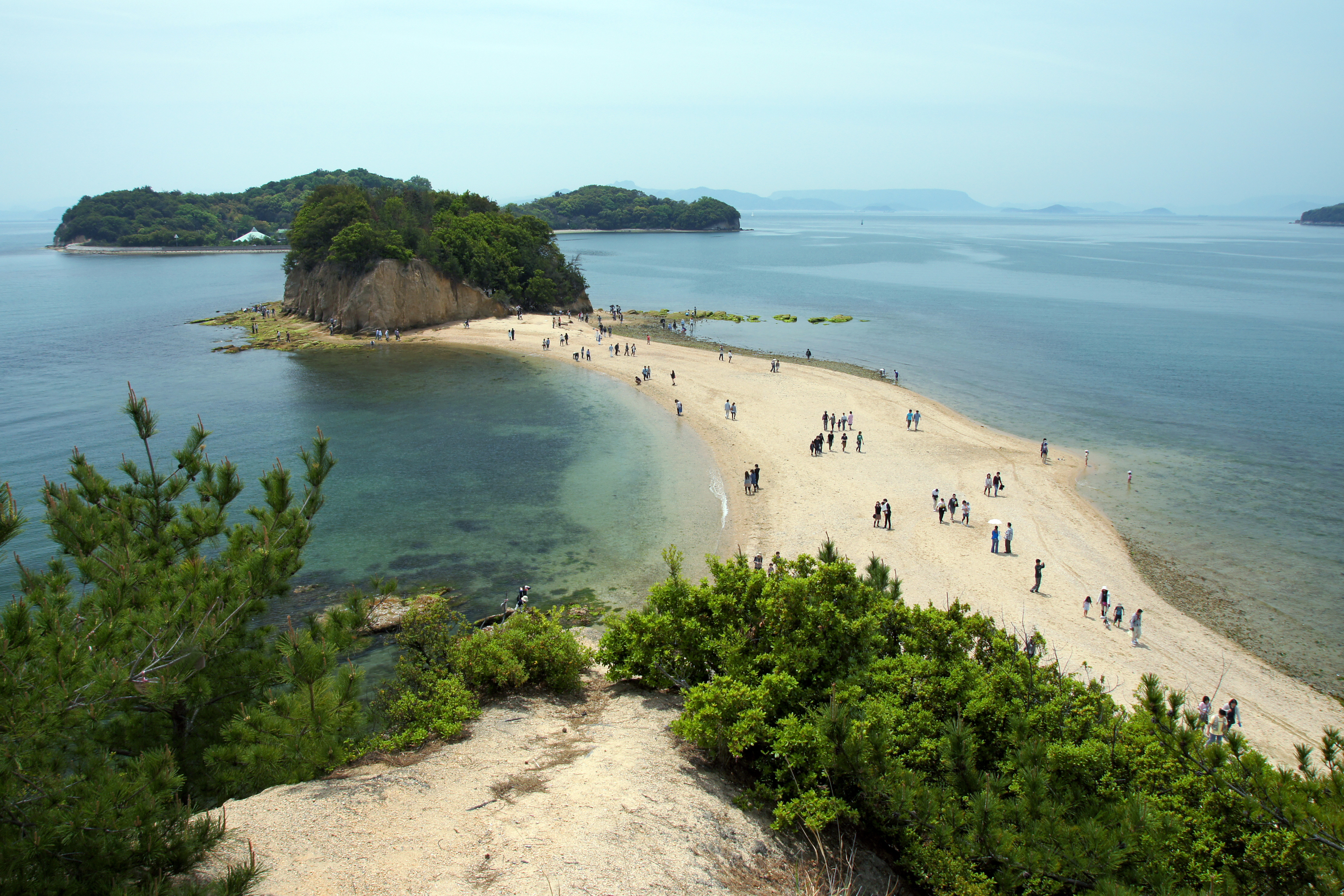
천사의 산보 길(엔젤로드)

세토 내해 상에 떠있는 쇼도섬의 북서 부분과 근처의 데시마섬 등의 섬으로 구성되어 있다.

## 역사
- 1890년 2월 15일 - 시정촌제 시행과 함께 쇼즈군 도노쇼촌이 성립하였다.
- 1898년 2월 11일 - 정으로 승격해 쇼즈군 도노쇼정이 되었다.
- 1955년 4월 1일 - 쇼즈군 도노쇼정·기타우라촌·시카이촌·데시마촌·오누데촌·후치자키촌이 신설 합병해 도노쇼정이 되었다.
- 1957년 7월 1일 - 쇼즈군 오베촌을 편입하였다.

## 교통

### 도로
- 국도 제436호선

## 관광
- 엔젤로드